# 실업팀
실업팀은 축구를 비롯한 구기종목부터 육상, 사격 등 선수들이 직장 소속으로 근무하며 동시에 운동을 하는 스포츠 단체를 말한다. 명목상 해당 공공기관 또는 기업에 소속된 직원들이 다양한 종목의 경기대회에 출전하는 아마추어 스포츠 팀을 말하나, 대한민국 등의 상당수 국가에서는 프로 스포츠팀와 유사하게 기업의 홍보 또는 국가의 엘리트 스포츠 지원을 목적으로 전문적인 선수를 고용한 팀으로 운영되곤 한다. 이러한 이유로 프로와 유사하지만 완전한 프로가 아니라는 의미의 세미프로팀이라고 불리기도 한다.

## 같이 보기
- 대한민국의 실업 축구
- 한국실업야구연맹